# Чекрі
Чеґре (*д/н — 1427) — хан Тюменського ханства у 1405—1414 роках, Золотої Орди в 1414—1416 роках. Інші варіанти імені — Чокре, Чекри, Чакра, Джегре.

## Життєпис
Походив з династії Чингізидів. Нащадок Тог-Тимура, сина Джучі. Батьком Чеґре був Акмил. Перша згадка про майбутнього хана припадає на 1404 рік, коли він був у таборі Тамерлана, що рушив у похід проти імперії Мін. Після смерті Тамерлана у 1405 році поступив на службу до його сина Міраншаха, а незабаром до Абу-Бекра, онука Тамерлана, що був намісником Багдаду та Іраку. Тут отримав запрошення до колишнього беклярбека Едигея щодо спільних дій проти Тохтамиша.
У другій половині 1405 року через Кавказ дістався Яїку, де об'єднався з Едигеєм. Разом вони завдали поразки Тохтамишу, який закріпився в Тюменському ханстві. Після поразки останнього Чеґре стає новим правителем Тюменського ханства. Це відбулося або наприкінці 1405 або на початку 1406 року. Протягом 1406 року закріпився у ханстві. У 1407 році здійснив успішний похід проти Волзької Булгарії, яка визнала зверхність Чеґре. Після цього успіху разом з Едигеєм став готуватися до підкорення усієї Золотої Орди.
Втім, протягом 1408—1412 років втрутився в боротьбу в Мавераннахрі та Хорезмі, де на той час змінилося декілька правителів. При цьому вступив у конфлікт з Шахрухом, сином Тамерлана. У 1409 році визнав владу Улугбека над Мавераннахром. У 1412 році допоміг Едігею зберегти за собою Хорезм.
У 1414 році разом з Едигеєм рушив проти Кепека, хана Золотої Орди, якого було повалено. Проте протягом усього року Чеґре вимушений був протистояти Кепек-хану, якого підтримувало велике князівство Литовське. Своєю чергою новий хан відновив дружні стосунки з великим князівством Московським, виславши з Орди представників роду Борисовичів, що претендували на велике князівство Суздальсько-Нижньогородське. Відомі лише окремі монети цього хана, що карбувалися в Сарай-Берке, Азаку, Булгарі, Хаджи-Тархані, що свідчить про відновлення влади ханів над більшою територією Золотою Орди, частково Синьої та Білої Орди.
У 1416 році підтримав Едигея у поході на Київщину та Київ. Втім, того ж року вступив у конфлікт з беклярбеком Едигеєм, внаслідок чого Чеґре було повалено, а новим правителем став Чеббер-Берди. Про подальшу долю Чеґре є різні версії: за однією він загинув під час заколоту, за іншою відступив до Тюменського ханства або Сигнаку, звідки продовжував боротьбу проти Едигея. Значна частина дослідників вважає, що Чеґре загинув у 1427 році.